# 衣笠家良
衣笠 家良（きぬがさ いえよし）は、鎌倉時代初期から中期にかけての公卿・歌人。大納言・粟田口忠良の次男。藤原家良とも。官位は正二位・内大臣。衣笠内大臣（内府）と号す。新三十六歌仙の一人。

## 経歴
建久3年（1192年）誕生。父・忠良は政治的能力が欠如していたが、和歌に通じ勅撰和歌集には69首が入る歌人である。また、祖母は小倉百人一首に撰ばれた著名な歌人左京大夫・藤原顕輔の娘である。外祖父の定能は政治的能力が高く、道綱流では異例の権大納言にまで昇った人物であり、和歌・政治ともに家良に繋がったと思われる（後述）。
正治2年（1200年）に右大臣・近衛家実の加冠によって元服。それと同時に従五位下に叙爵。正治3年（1201年）に侍従、建仁2年（1202年）従五位上に叙され、禁色を聴される。また、参内の折には度々無作法な振る舞いを見せ、藤原定家に批難されている。なお、父・忠良は定家に非器之性と評されており、この家良の無作法な振る舞いは父・忠良より受け継がれたものだと推測される。
建仁3年（1203年）に正五位下に昇り、元久元年（1204年）に左近衛少将を務める。元久2年（1205年）に越前権介を兼任し、元久3年（1206年）従四位下に陞叙。建永2年（1207年）には従四位上・左近衛中将に叙任。承元3年（1209年）には正四位下・甲斐権介に叙任。この年外祖父・定能が薨去。承元5年（1211年）に従三位に叙され公卿に列し、備中権守を経て建保2年（1214年）に正三位、承久元年12月（1220年1月）には従二位、さらに承久4年（1222年）に正二位に叙された。元久元年12月（1225年2月）に参議及び権中納言を経ずに中納言に抜擢される。しかし、翌嘉禄元年（1225年）5月に父・忠良が薨去。さらに同年12月に三条実親に官途で先を越されたのを理由に嘉禄2年（1226年）の行幸に供養しなかったという。しかし、近衛長子が後堀河天皇の中宮に冊立されたのを機に参内が増え、嘉禄3年（1227年）には権大納言となった。また、中納言への任官は家良にとっても感慨深いものであったらしく、『万代集』にこの時に家良が詠んだ歌が入集している。
この間の承久3年（1221年）に承久の乱が発生する。乱中の家良の動静は不明だが、本家である近衛家の当主、近衛基通や家実の意向に従ったと推測される。乱後、後鳥羽上皇の近臣が失脚する中、上皇の側近ではなかった家良は乱後、急速に昇進を始めた。また、この頃九条道家の信任を得ており、嘉禎3年（1237年）道家邸を訪問した際には厚遇された。そのためか幾度も道家から上卿を務めることを要請されたがこれを固辞している。
寛喜3年（1231年）秀仁親王（のちの四条天皇）誕生の際に琵琶を演奏するがこれが酷評され、相当の修練に勤しんだという。
嘉禎3年12月（1238年1月）に大納言に昇る。さらに仁治元年（1240年）に内大臣となり、滋野井公光邸において大臣大饗が行われた。しかし、仁治2年（1241年）に辞任した。父が政治的に無能であったにもかかわらず、内大臣にまで昇進したのは、家良自身の政治的能力が高かったことや、前述の通り母方の血縁が大きいとされる。
文永元年（1264年）9月10日薨御。享年73。『天子摂関御影』には家良の肖像が残っている。

## 歌人として

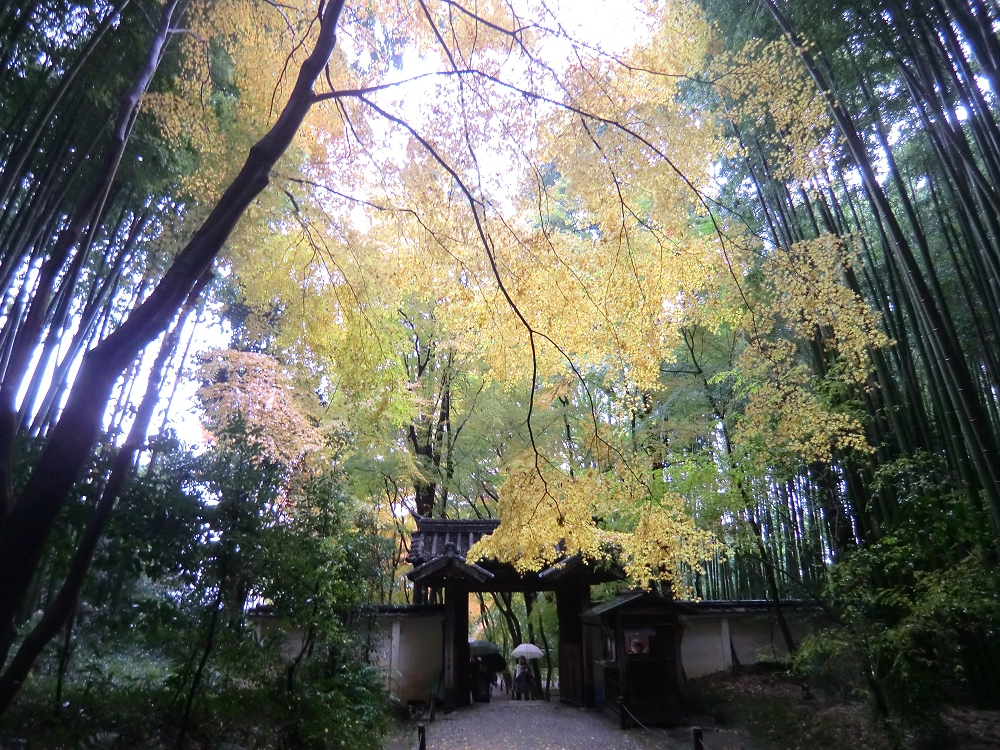
家良が山荘を営んだ衣笠山地蔵院

早くして権中納言・藤原定家の門弟となり、和歌に秀でた。『衣笠内府歌難詞』は定家が家良に宛てた手紙であり、家良の和歌についての批評が書かれている。職にある時期は歌合に出詠。葉室光俊や近衛基平といった歌人と交流があり、弘長2年（1262年）に基平と和歌について談じているのが記録に見える。
建保3年（1215年）の後鳥羽院四十五番歌合では、後鳥羽院の近臣である坊門忠信と番えるが衆議判によって負五の判を受けるなど酷評された。これは前述の通り忠信が院の近臣であったこと、和歌に疎遠な近衛家の傍流であったことが原因に挙げられる。
なお、建保6年（1218年）以後、長期間にわたり公的な場での出詠はなかった。それは承久の乱の影響や、主家の近衛家ではなく九条家が歌壇にあったことが原因と考えられる。
仁治2年（1242年）4月に内大臣を辞退し、8月に定家が薨去した後は主に『萬代集』など、和歌を撰集。最晩年には『続古今和歌集』の撰者を務めた。家集に『衣笠内府詠』（衣笠内大臣集）。また、『新勅撰和歌集』以下の勅撰和歌集に118首が入集している。

### 歌関連の履歴
- 建保2年（1214年）9月30日：月卿雲客妬歌合に出詠。
- 建保3年（1215年）6月2日：後鳥羽院四十五番歌合に出詠。
- 建保4年（1216年）11月1日：内裏歌合に出詠。題は松上望新雪。
- 嘉禎2年（1236年）9月13日：源通方勘進石清水五首歌合に出詠。
- 宝治2年（1248年）正月18日頃：後嵯峨上皇に宝治百首の詠進を命じられる[2]。同年：『万代集』を編纂（はじめ葉室光俊が編纂）。
- 弘長2年（1262年）6月18日：近衛基平と和歌について談ず[3]。

## 官歴
※以下、『公卿補任』の記載の従う。
- 正治2年（1200年）4月3日：元服[4]し、従五位下に叙爵。
- 正治3年（1201年）正月29日：侍従に任ず。
- 建仁2年（1202年）正月5日：従五位上に叙す。11月18日：禁色を聴す。
- 建仁3年（1203年）10月29日：正五位下に叙す。
- 元久元年（1204年）4月12日：左近衛少将に任ず。
- 元久2年（1205年）正月29日：越前権介を兼ぬ。
- 元久3年（1206年）正月5日：従四位下に叙す。少将如元。
- 建永2年（1207年）正月2?日：従四位上に叙す。正月13日：右近衛中将に転ず。
- 承元3年（1209年）正月13日：甲斐権介を兼ぬ。4月10日：右?中将に転ずか。12月9日（1210年1月6日）：正四位下に叙す。
- 承元5年（1211年）正月5日：従三位に叙す（東大寺供養行事賞）。
- 建暦3年（1213年）正月13日：備中権守を兼ぬ。
- 建保2年（1214年）正月3日：正三位（朝覲行幸賞）に叙す。
- 承久元年12月17日（1220年1月24日）：従二位に叙す。
- 承久4年（1222年）正月6日：正二位（院御給）に叙す。
- 元仁元年12月25日（1225年2月4日）：中納言に任ず。
- 元仁2年（1226年）正月16日：服解す。3月8日：帯剣を聴す
- 嘉禄3年（1227年）4月9日：権大納言に任ず。
- 嘉禎3年12月25日（1238年1月12日）：大納言に転ず。
- 仁治元年（1240年）10月20日：内大臣に任ず。
- 仁治2年（1241年）4月5日：上表し内大臣を辞任す。
- 文永元年（1264年）9月10日：薨ず。享年73。

## 系譜
- 父：粟田口忠良
- 母：藤原定能の娘
- 妻：藤原親能の娘（?-1266）
  - 長男：衣笠経平（1236-1274）
- 妻：聖覚の娘
  - 男子：良命（?-?）
- 生母不明の子女
  - 男子：衣笠伊平